# Adamantinasuchus
Adamantinasuchus (nome científico deriva de Adamantina, referente a formação geológica onde o holótipo foi encontrado, + do grego: souchos, crocodilo; e navae, em homenagem a William Roberto Nava, paleontólogo que fez a descoberta dos fósseis) é um Gênero extinto de crocodilomorfo terrestre do período Cretáceo Superior, cujos restos fósseis foram encontrados na formação Adamantina da região de Marília, São Paulo, durante a construção de uma represa. Há uma única espécie descrita para o gênero Adamantinasuchus navae. A espécie é peculiar em relação a outras formas extintas desse tipo de réptil já descobertas até hoje.
Cerca de 7 espécimes, alguns  contendo materiais cranianos e outros apenas materiais pós-cranianos, foram resgatados das escavações, além de dezenas de elementos ósseos isolados. O tamanho reduzido dos ossos indica um animal que em vida poderia medir em torno de 0,50 m de comprimento.
O padrão dentário,  com dentes incisiformes, caniniformes e dentes posteriores da maxila e mandíbula, apresenta particularidades morfológicas que podem apontar um comportamento alimentar diferenciado em relação a outras espécies de crocodilomorfos extintas.
Adamantinasuchus navae possui características morfológicas muito semelhantes a Mariliasuchus, outro pequeno crocodilomorfo achado nessa região, em rochas da Formação Adamantina no vale do rio do Peixe.
A espécie está representada pelos seguintes fósseis depositados na Universidade Federal do Rio de Janeiro e Museu de Paleontologia de Marília:
-  UFRJ-DG 107-R (Holótipo)
-  UFRJ-DG 216-R
-  MPM 098 R
-  MPM 100 R
-  MPM 101 R
-  MPM 102 R